# Tour der französischen Rugby-Union-Nationalmannschaft nach Südafrika 1971
| Tour der Franzosen nach Südafrika 1971 | Tour der Franzosen nach Südafrika 1971 | Tour der Franzosen nach Südafrika 1971 | Tour der Franzosen nach Südafrika 1971 | Tour der Franzosen nach Südafrika 1971 |
| Übersicht                              | S                                      | G                                      | U                                      | N                                      |
| -------------------------------------- | -------------------------------------- | -------------------------------------- | -------------------------------------- | -------------------------------------- |
| Test Matches                           | 2                                      | 0                                      | 1                                      | 1                                      |
| Sonstige Spiele                        | 7                                      | 0                                      | 0                                      | 0                                      |
| Gesamt                                 | 9                                      | 7                                      | 1                                      | 1                                      |
|                                        |                                        |                                        |                                        |                                        |
| Südafrika                              | 2                                      | 0                                      | 1                                      | 1                                      |

Die Tour der französischen Rugby-Union-Nationalmannschaft nach Südafrika 1971 umfasste eine Reihe von Freundschaftsspielen der französischen Rugby-Union-Nationalmannschaft. Sie reiste im Mai und Juni 1971 durch Südafrika und bestritt während dieser Zeit neun Spiele. Darunter waren zwei Test Matches gegen die südafrikanische Nationalmannschaft, die mit einem Unentschieden und einer Niederlage endeten. Auf dem Programm standen außerdem sieben Spiele gegen regionale Auswahlmannschaften (darunter jene Südwestafrikas), die alle von den Franzosen gewonnen wurden.
Aus Rücksicht auf die südafrikanische Apartheid-Politik war der farbige Spieler Roger Bourgarel zunächst durch die Auswahlkommission der Fédération française de rugby (FFR) ausgeschlossen worden. Später wurde er aber nach Intervention von FFR-Präsident Albert Ferrasse wieder ins Team aufgenommen. Der mit Ferrasse befreundete Danie Craven, der südafrikanische Verbandspräsident, gab dafür ausdrücklich seine Zustimmung.

## Spielplan
- Hintergrundfarbe grün = Sieg
- Hintergrundfarbe gelb = Unentschieden
- Hintergrundfarbe rot = Niederlage

(Test Matches sind grau unterlegt; Ergebnisse aus der Sicht Frankreichs)
| # | Datum         | Gegner            | Ort           | Stadion            | Ergebnis |
| - | ------------- | ----------------- | ------------- | ------------------ | -------- |
| 1 | 22. Mai 1971  | Eastern Transvaal | Springs       | PAM Brink Stadium  | 22:13    |
| 2 | 26. Mai 1971  | Western Transvaal | Potchefstroom | Olën Park          | 50:0     |
| 3 | 29. Mai 1971  | Transvaal         | Johannesburg  | Ellis Park Stadium | 20:14    |
| 4 | 31. Mai 1971  | Border            | East London   | Border Ground      | 30:6     |
| 5 | 05. Juni 1971 | Western Province  | Kapstadt      | Newlands Stadium   | 21:6     |
| 6 | 08. Juni 1971 | Südwestafrika     | Windhoek      | South West Stadium | 35:6     |
| 7 | 12. Juni 1971 | Südafrika         | Bloemfontein  | Free State Stadium | 9:22     |
| 8 | 15. Juni 1971 | North East Cape   | Cradock       |                    | 33:17    |
| 9 | 19. Juni 1971 | Südafrika         | Durban        | Kings Park Stadium | 8:8      |

## Test Matches
| 12. Juni 1971 | Südafrika                                                                                      | 22 : 9        | Frankreich                              | Free State Stadium, Bloemfontein Zuschauer: 70.000 Schiedsrichter: Wynand Malan (Südafrika) |
| 12. Juni 1971 | Versuche: Muller Viljoen Erhöhungen: McCallum (2) Straftritte: McCallum (3) Dropgoals: Visagie | (6:3) Bericht | Versuche: Trillo Straftritte: Bérot (2) | Free State Stadium, Bloemfontein Zuschauer: 70.000 Schiedsrichter: Wynand Malan (Südafrika) |

Aufstellungen:
- Südafrika: Tommy Bedford, Peter Cronjé, Frik du Preez, Jan Ellis, Piet Greyling, Joggie Jansen, Hannes Marais , Ian McCallum, Gert Muller, Sydney Nomis, Sakkie Sauermann, Piston van Wyk, Joggie Viljoen, Piet Visagie, John Williams
- Frankreich: Jean-Louis Azarete, Jean-Louis Bérot, Pierre Biémouret, Roger Bourgarel, Jack Cantoni, Benoît Dauga, Alain Estève, Jean Iraçabal, Alain Marot, Jo Maso, Michel Pebeyre, Claude Spanghero, Walter Spanghero, Jean Trillo , Michel Yachvili

| 19. Juni 1971 | Südafrika                                                | 8 : 8         | Frankreich                                               | Kings Park Stadium, Durban Zuschauer: 40.000 Schiedsrichter: Wynand Malan (Südafrika) |
| 19. Juni 1971 | Versuche: Cronjé Erhöhungen: McCallum Dropgoals: Visagie | (0:3) Bericht | Versuche: Bertranne Erhöhungen: Bérot Dropgoals: Cantoni | Kings Park Stadium, Durban Zuschauer: 40.000 Schiedsrichter: Wynand Malan (Südafrika) |

Aufstellungen:
- Südafrika: Tommy Bedford, Peter Cronjé, Frik du Preez, Jan Ellis, Piet Greyling, Joggie Jansen, Hannes Marais , Ian McCallum, Gert Muller, Sydney Nomis, Sakkie Sauermann, Piston van Wyk, Joggie Viljoen, Piet Visagie, John Williams
- Frankreich: Jean-Louis Azarete, Jean-Pierre Bastiat, Jean-Louis Bérot, Roland Bertranne, Pierre Biémouret, Roger Bourgarel, Jack Cantoni, Benoît Dauga , Jean Iraçabal, Michel Pebeyre, Jo Maso, Jean-Claude Skrela, Claude Spanghero, Jean Trillo, Michel Yachvili 
 Auswechselspieler: Claude Dourthe